# 中国土地法大纲
《中国土地法大纲》，是中国共产党于1947年制定并公布的土地改革的纲领性文件。

## 历史
1947年7月17日，中共中央工作委员会在河北省建屏县 (今平山县) 西柏坡村召开全国土地会议，会议由中共中央工作委员会书记刘少奇主持。9月13日会议结束时，通过了《中国土地法大纲（草案）》。于10月10日正式公布。
《大纲》正式规定了消灭封建半封建土地制度，彻底平分土地（第六条“乡村中一切地主的土地及公地，由乡村农会接收，连同乡村中其他一切土地，按乡村全部人口，不分男女老幼，统一平均分配，在土地数量上抽多补少，质量上抽肥补瘦，使全乡村人民均获得同等的土地”）。批判了不敢放手发动群众，照顾、维护地富利益的右倾错误，提出了“一切权力归贫农团代表会”、“贫雇农打天下坐天下”、“群众要怎么办就怎么办”等口号。